# St. Vincent (nhạc sĩ)
Anne Erin Clark (sinh ngày 28 tháng 9 năm 1982), được biết đến với nghệ danh St. Vincent, là một nữ nhạc sĩ và ca sĩ người Mỹ. Â nhạc của cô nổi bật với các bản phối khí phức tạp sử dụng một loạt các nhạc cụ khác nhau. St. Vincent đã được trao nhiều giải thưởng, bao gồm 3 giải Grammy. Phong cách guitar của cô được ca ngợi bởi giai điệu và cách sử dụng distortion. Cô được xếp hạng là một trong những nữ guitarist xuất sắc nhất thế kỷ 21 bởi nhiều ấn phẩm, bao gồm tạp chí Rolling Stone.
Lớn lên ở Dallas, St. Vincent bắt đầu sự nghiệp âm nhạc của mình với tư cách là thành viên của nhóm Polyphonic Spree. Cô cũng từng là thành viên trong ban nhạc lưu diễn của Sufjan Stevens trước khi thành lập ban nhạc riêng vào năm 2006. Album solo đầu tay của cô, Marry Me, được phát hành vào năm 2007; tiếp theo là Actor (2009) và Strange Mercy (2011). Năm 2012, St. Vincent phát hành Love This Giant, một album hợp tác với David Byrne của nhóm Talking Heads. Album phòng thu thứ tư của cô, St. Vincent (2014), nhận được nhiều lời khen ngợi từ các nhà phê bình đương đại và được các tạp chí Slant Magazine, NME, The Guardian and Entertainment Weekly bình chọn là album của năm. Hai album solo thứ năm và thứ sáu của cô, Masseduction (2017) và Daddy's Home (2021), tiếp tục được đón nhận nồng nhiệt.
Ngoài sự nghiệp âm nhạc của mình, St. Vincent còn sản xuất album The Center Won't Hold (2019) của Sleater-Kinney và đồng sáng tác ca khúc quán quân bảng xếp hạng Billboard Hot 100 của Taylor Swift, "Cruel Summer". Cô cũng đạo diễn một phân đoạn trong bộ phim tuyển tập kinh dị năm 2017 XX, và đồng sáng tác kịch bản kiêm đóng chính trong bộ phim kinh dị tâm lý The Nowhere Inn (2020).

## Danh sách đĩa nhạc
- Marry Me (2007)
- Actor (2009)
- Strange Mercy (2011)
- Love This Giant (với David Byrne) (2012)
- St. Vincent (2014)
- Masseduction (2017)
- Daddy's Home (2021)